# Brachycalanus atlanticus
Brachycalanus atlanticus är en kräftdjursart som först beskrevs av Wolfenden 1904.  Brachycalanus atlanticus ingår i släktet Brachycalanus och familjen Phaennidae. Inga underarter finns listade i Catalogue of Life.